# Associazione Calcio Legnano 2023-2024
Questa voce raccoglie le informazioni riguardanti l'Associazione Calcio Legnano S.S.D. nelle competizioni ufficiali della stagione 2023-2024.

## Stagione
In campionato, il Legnano disputa nuovamente la stagione in Serie D, in virtù del sesto posto nella stagione precedente, questa volta inserito nel girone B. Degno di nota il cambio di allenatore prima dell'inizio della stagione sportiva, con Raffaele Scudieri che sostituisce Francesco Punzi, allenatore dei Lilla nella stagione precedente. 
Nel corso della stagione avvengono altri quattro cambi di allenatore, con Roberto Rambaudi che sostituisce Raffaele Scudieri all'8ª giornata, Gianluca Zattarin che sostituisce Rambaudi alla 10ª giornata, Zattarin che è sostituito alla 25ª giornata da Andrea Liguori, il quale è sostituito a sua volta alla 33ª giornata da Gianluca Zattarin. 
Nella corso della stagione avviene anche un cambio di proprietà, con Enea Benedetti che nel marzo 2024 sostituisce Emiliano Montanari nel ruolo di proprietario e presidente della società lilla.
Nella Coppa Italia Serie D 2023-2024 i Lilla sono eliminati al primo turno dal Castellanzese, che passa il turno a scapito del Legnano vincendo 8 a 7 ai tiri di rigore, dopo che i tempi supplementari sono terminati 1 a 1. Nel campionato di Serie D 2023-2024, degna di nota è la sconfitta casalinga alla 4ª giornata contro il Caravaggio per 8 a 1, peggior sconfitta casalinga della storia dei Lilla. In campionato il Legnano si classifica 16º, in zona play-out, a due punti dalla salvezza diretta. In questo girone si disputa un solo play-out in quanto il distacco fra terzultima e sestultima è stato pari o superiore a 8 punti. Il Legnano disputa i play out contro la Castellanzese, ma essendosi classificato in una posizione superiore a quest'ultima, i Lilla disputano il play-out in posizione di vantaggio: giocare in casa ed avere due risultati disponibili su tre. Il Legnano perde poi i play-out con il risultato di 5 a 0, retrocedendo in Eccellenza.

## Divise e sponsor
Lo sponsor tecnico del Legnano per la stagione 2023-2024 è Mizuno, mentre lo sponsor ufficiale è Nuova Elettra SpA. La divisa casalinga è lilla con pantaloncini e calzettoni bianchi, mentre la seconda divisa è composta da una maglia nera e da pantaloncini e da calzettoni neri. La prima divisa del portiere è gialla, mentre la seconda divisa è verde con inserti verde scuro e neri.
| Casa | Trasferta | Portiere |  |

## Organigramma societario
Aggiornato al 30 marzo 2024
Area direttiva
- Presidente: Emiliano Montanari, poi Enea Benedetto
- Direttore generale: Alessio Ferroni, poi Stefano Pianicini

Area organizzativa
- Team manager: Luigi Ardizzone, poi Stefano Vercellotti
- Responsabile segreteria: Lino Bonsignori
- Responsabile comunicazione e addetto stampa: Corrado Cagliero
- Photo and new media manager: Maurizio Valletta

Area tecnica
- Coordinatore tecnico sportivo: Salvatore Soviero
- Allenatore: Raffaele Scudieri, poi Roberto Rambaudi, poi Gianluca Zattarin, poi Andrea Liguori, poi Gianluca Zattarin
- Preparatore dei portieri: Augusto Rasori
- Preparatore atletico: Davide Benedetti

Area sanitaria
- Fisioterapista: Matteo Cerutti

## Rosa
Aggiornata al 6 maggio 2024
| N. |                     | Ruolo | Calciatore                      |
| -- | ------------------- | ----- | ------------------------------- |
|    | Italia (bandiera)   | P     | Mattia Crocamo                  |
|    | Lituania (bandiera) | P     | Klaidas Laukzemis               |
|    | Italia (bandiera)   | P     | Gianluca Mazzi                  |
|    | Italia (bandiera)   | P     | Brian Pietroluongo              |
|    | Italia (bandiera)   | P     | Gianluca Ravarelli              |
|    | Italia (bandiera)   | D     | Isaac Annan                     |
|    | Brasile (bandiera)  | D     | Tulio Bagatini Marotti          |
|    | Italia (bandiera)   | D     | Andrea Becchi                   |
|    | Italia (bandiera)   | D     | Marco Bianchi                   |
|    | Italia (bandiera)   | D     | Ludovico De Maso                |
|    | Italia (bandiera)   | D     | Antonio Di Emma                 |
|    | Italia (bandiera)   | D     | Lorenzo Franco                  |
|    | Italia (bandiera)   | D     | Matteo Vito Lomolino (capitano) |
|    | Italia (bandiera)   | D     | Emanuele Ozawje                 |
|    | Italia (bandiera)   | D     | Raffaele Paolacci               |
|    | Italia (bandiera)   | D     | Gianluca Petrucci               |
|    | Italia (bandiera)   | D     | Samuele Ruggeri                 |
|    | Italia (bandiera)   | D     | Nicolò Severgnini               |
|    | Italia (bandiera)   | D     | Maurizio Silvestre              |
|    | Italia (bandiera)   | D     | Devis Talarico                  |
|    | Italia (bandiera)   | D     | Lorenzo Territo                 |
|    | Italia (bandiera)   | D     | Marco Therqaj                   |
|    | Italia (bandiera)   | C     | Luca Ambanelli                  |
|    | Italia (bandiera)   | C     | Carmine D'Avanzo                |
|    | Italia (bandiera)   | C     | Alessio Donnarumma              |
|    | Italia (bandiera)   | C     | Housem Ferchichi                |

| N. |                           | Ruolo | Calciatore          |
| -- | ------------------------- | ----- | ------------------- |
|    | Italia (bandiera)         | C     | Mattia Ferlicca     |
|    | Italia (bandiera)         | C     | Matteo Malagò       |
|    | Argentina (bandiera)      | C     | Franco Marchetti    |
|    | Brasile (bandiera)        | C     | Ruan Nunes De Melo  |
|    | Albania (bandiera)        | C     | Enez Papaj          |
|    | Italia (bandiera)         | C     | Alberto Picchi      |
|    | Malta (bandiera)          | C     | Nevin Portelli      |
|    | Italia (bandiera)         | C     | Davide Serafini     |
|    | Italia (bandiera)         | C     | Gianmarco Staffa    |
|    | Italia (bandiera)         | C     | Giovanni Tchetchoua |
|    | Italia (bandiera)         | C     | Valerio Todaj       |
|    | Italia (bandiera)         | C     | Denis Vidhi         |
|    | Italia (bandiera)         | A     | Emanuele Bardelloni |
|    | Italia (bandiera)         | A     | Antonio Belloisi    |
|    | Italia (bandiera)         | A     | Marco Josè Bingo    |
|    | Italia (bandiera)         | A     | Francesco Esposito  |
|    | Italia (bandiera)         | A     | Sofiane Essalhi     |
|    | Italia (bandiera)         | A     | Alessandro Ferulli  |
|    | Italia (bandiera)         | A     | Mattia Mezzanzanica |
|    | Niger (bandiera)          | A     | Chiemerie Michael   |
|    | Serbia (bandiera)         | A     | Nemanja Mladenovic  |
|    | Croazia (bandiera)        | A     | Ivan Perkovic       |
|    | Italia (bandiera)         | A     | Domenico Rossi      |
|    | Costa d'Avorio (bandiera) | A     | Salif Sangare       |
|    | Italia (bandiera)         | A     | Michele Sclafani    |
|    | Croazia (bandiera)        | A     | Moreno Vuskovic     |

Nota: in corsivo i calciatori che hanno lasciato la società a stagione in corso.

## Calciomercato
Aggiornato al 19 febbraio 2024

### Sessione estiva
| Acquisti | Acquisti             | Acquisti           | Acquisti   |
| R.       | Nome                 | da                 | Modalità   |
| -------- | -------------------- | ------------------ | ---------- |
| P        | Klaidas Laukzemis    | Salernitana        | -          |
| P        | Brian Pietroluongo   | Perugia            | -          |
| D        | Andrea Becchi        | Castanese          | -          |
| D        | Antonio Di Emma      | -                  | svincolato |
| D        | Lorenzo Franco       | Roma City          | -          |
| D        | Matteo Vito Lomolino | Castanese          | -          |
| D        | Samuele Ruggeri      | Brianza Olginatese | -          |
| D        | Nicolò Severgnini    | -                  | svincolato |
| D        | Lorenzo Territo      | UniPomezia         | -          |
| C        | Luca Ambanelli       | Atletico Ascoli    | -          |
| C        | Carmine D'Avanzo     | Ercolanese         | -          |
| C        | Housem Ferchichi     | -                  | svincolato |
| C        | Mattia Ferlicca      | -                  | svincolato |
| C        | Matteo Malagò        | Treviso            | -          |
| C        | Franco Marchetti     | Rapallo Ruentes    | -          |
| C        | Ruan Nunes De Melo   | Montecchio         | -          |
| C        | Enez Papaj           | Trastevere         | -          |
| C        | Nevin Portelli       | -                  | svincolato |
| C        | Davide Serafini      | -                  | svincolato |
| C        | Valerio Todaj        | -                  | svincolato |
| A        | Francesco Esposito   | Foggia             | -          |
| A        | Nemanja Mladenovic   | Rad Belgrado       | -          |
| A        | Ivan Perkovic        | Este               | -          |
| A        | Domenico Rossi       | -                  | svincolato |
| A        | Salif Sangare        | -                  | svincolato |

| Cessioni | Cessioni                   | Cessioni         | Cessioni   |
| R.       | Nome                       | a                | Modalità   |
| -------- | -------------------------- | ---------------- | ---------- |
| P        | Rokas Bagdonavicius        | -                | svincolato |
| P        | Matteo Cirenei             | -                | svincolato |
| P        | Dennis Gabriele Larosa     | -                | svincolato |
| P        | Gianluca Ravarelli         | Sant'Angelo      | -          |
| D        | Luca Aprile                | -                | svincolato |
| D        | Antonio Arpino             | Folgore Caratese | -          |
| D        | Pietro Favilla             | Magenta          | -          |
| D        | Leonardo Felici            | -                | svincolato |
| D        | Denis Hasanaj              | Accademia BMV    | -          |
| D        | Tommaso Losio              | Asti             | -          |
| D        | Francesco Mapelli          | Pro Sesto        | -          |
| D        | Vittorio Pagani            | -                | svincolato |
| D        | Maurizio Silvestre         | Folgore Caratese | -          |
| D        | Devis Talarico             | -                | svincolato |
| D        | Tanguy Wenner              | -                | svincolato |
| D        | Bryan Zeroli               | -                | svincolato |
| C        | Mattia Baroni              | -                | svincolato |
| C        | Filippo Calabrò            | Vogherese        | -          |
| C        | Jacopo Colombo             | -                | svincolato |
| C        | Alessio Donnarumma         | -                | svincolato |
| C        | Matteo Galli               | Sestese          | -          |
| C        | Mamadou Konè               | Gladiator        | -          |
| C        | Alessandro Vernocchi       | Folgore Caratese | -          |
| A        | Mateo Azzimonti            | -                | svincolato |
| A        | Adam Bamba                 | -                | svincolato |
| A        | Stefano Banfi              | Città di Varese  | -          |
| A        | Andrea Basso Serati        | -                | svincolato |
| A        | Edgar Çani                 | -                | svincolato |
| A        | Bruno Catania              | -                | svincolato |
| A        | Riccardo Coratella         | -                | svincolato |
| A        | Christopher Kone           | Summania         | -          |
| A        | Gonzalo José Latorre Bovio | -                | svincolato |
| A        | Daniele Rocco              | Sanremese        | -          |

### Sessione invernale
| Acquisti | Acquisti               | Acquisti          | Acquisti   |
| R.       | Nome                   | da                | Modalità   |
| -------- | ---------------------- | ----------------- | ---------- |
| P        | Gianluca Mazzi         | Sambenedettese    | -          |
| P        | Gianluca Ravarelli     | Folgore Caratese  | -          |
| D        | Isaac Annan            | Parma             | -          |
| D        | Marco Bianchi          | Folgore Caratese  | -          |
| D        | Tulio Bagatini Marotti | Gravina           | -          |
| D        | Ludovico De Maso       | -                 | svincolato |
| D        | Emanuele Ozawje        | Sancataldese      | -          |
| D        | Gianluca Petrucci      | Akragas           | -          |
| D        | Maurizio Silvestre     | Folgore Caratese  | -          |
| D        | Devis Talarico         | -                 | svincolato |
| D        | Marco Therqaj          | Novara            | -          |
| C        | Alessio Donnarumma     | -                 | svincolato |
| C        | Alberto Picchi         | Grosseto          | -          |
| C        | Giovanni Tchetchoua    | -                 | svincolato |
| C        | Denis Vidhi            | -                 | svincolato |
| A        | Emanuele Bardelloni    | Crema             | -          |
| A        | Antonio Belloisi       | Sora              | -          |
| A        | Marco Josè Bingo       | Borgo San Donnino | -          |
| A        | Alessandro Ferulli     | Varese            | -          |
| A        | Chiemerie Michael      | Vogherese         | -          |
| A        | Michele Sclafani       | Sancataldese      | -          |
| A        | Moreno Vuskovic        | Hrvace            | -          |

| Cessioni | Cessioni           | Cessioni            | Cessioni   |
| R.       | Nome               | a                   | Modalità   |
| -------- | ------------------ | ------------------- | ---------- |
| P        | Mattia Crocamo     | -                   | svincolato |
| P        | Klaidas Laukzemis  | Imolese             | -          |
| P        | Brian Pietroluongo | Canicattì           | -          |
| D        | Antonio Di Emma    | Tivoli              | -          |
| D        | Lorenzo Franco     | Roma City           | -          |
| D        | Samuele Ruggeri    | Saronno             | -          |
| D        | Nicolò Severgnini  | -                   | svincolato |
| D        | Lorenzo Territo    | -                   | svincolato |
| C        | Luca Ambanelli     | -                   | svincolato |
| C        | Carmine D'Avanzo   | Sant'Agata          | -          |
| C        | Alessio Donnarumma | Favl Cimini Viterbo |            |
| C        | Housem Ferchichi   | -                   | svincolato |
| C        | Mattia Ferlicca    | -                   | svincolato |
| C        | Enez Papaj         | Civitavecchia       | -          |
| A        | Antonio Belloisi   | -                   | svincolato |
| A        | Nemanja Mladenovic | Anzio               | -          |
| A        | Ivan Perkovic      | -                   | svincolato |

## Risultati

### Serie D (girone B)

#### Girone di andata
| Arbitro: | Lacerenza (Barletta) |

|  |           |           |
|  | Marcatori | 70’ Rossi |

| Arbitro: | Terribile (Bassano del Grappa) |

|            |           |  |
| Staffa 17’ | Marcatori |  |

| Caronno Pertusella 20 settembre 2023, ore 20.45 CEST 3ª giornata | Arconatese       | 0 – 0 referto | Legnano | Campo sportivo comunale\| Arbitro: \| Dallagà (Rovigo) \| |
| Arbitro:                                                         | Dallagà (Rovigo) |               |         |                                                           |

| Arbitro: | Bonasera (Enna) |

|                       |           |                                                                                                |
| Mladenovic 63’ (rig.) | Marcatori | 3’ Doria 13’ Gramignoli 19’ (rig.), 45’ Marrazzo 53’, 75’ Bertoni 66’ Menegatti 90+2’ Ait Atti |

| Palazzolo sull'Oglio 30 settembre 2023, ore 15.00 CEST 5ª giornata | Palazzolo                         | 0 – 0 referto | Legnano | Stadio comunale di Palazzolo\| Arbitro: \| Coppola (Castellammare di Stabia) \| |
| Arbitro:                                                           | Coppola (Castellammare di Stabia) |               |         |                                                                                 |

| Arbitro: | Borello (Nichelino) |

|  |           |                |
|  | Marcatori | 48’ Bianchetti |

| Arbitro: | Sassano (Padova) |

|                                   |           |                  |
| Bardelloni 52’, 58’ Lucenti 90+7’ | Marcatori | 70’, 75’ Sangare |

| Arbitro: | Velocci (Frosinone) |

|  |           |          |
|  | Marcatori | 66’ Dioh |

| Arbitro: | Toselli (Gradisca d'Isonzo) |

|                         |           |                                                     |
| Esposito 39’ Staffa 49’ | Marcatori | 1’ Zerbato 20’ Mondini 52’ Gecchele 87’ (rig.) Arma |

| Arbitro: | Palmieri (Avellino) |

|                                                |           |           |
| Venitucci 22’, 39’ Guidone 33’ (rig.) Leso 87’ | Marcatori | 75’ Rossi |

| Arbitro: | Recchia (Brindisi) |

|            |           |  |
| Malagò 50’ | Marcatori |  |

| Arbitro: | Tierno (Sala Consilina) |

|  |           |                              |
|  | Marcatori | 21’ (rig.) Malagò 28’ Becchi |

| Arbitro: | Verrocchi (Sulmona) |

|                           |           |               |
| Esposito 51’ Perkovic 87’ | Marcatori | 47’ Valsecchi |

| Arbitro: | Mazzer (Conegliano) |

|                          |           |  |
| Beduschi 14’ (rig.), 64’ | Marcatori |  |

| Arbitro: | Maresca (Napoli) |

|             |           |                              |
| Sangare 32’ | Marcatori | 78’ Polese 82’ (rig.) Ekuban |

| Arbitro: | Nuzzo (Seregno) |

|                                                    |           |  |
| Vitale 32’ Gasparri 64’ Orellana Cruz 90+5’ (rig.) | Marcatori |  |

| Arbitro: | Papi (Prato) |

|  |           |           |
|  | Marcatori | 53’ Siani |

| Arbitro: | Panici (Aprilia) |

|            |           |                   |
| Isella 60’ | Marcatori | 38’ Nunes De Melo |

| Arbitro: | Garbo (Monza) |

|                                     |           |  |
| Ceruti 29’ (aut.) Nunes De Melo 82’ | Marcatori |  |

#### Girone di ritorno
| Arbitro: | Ferrara (Roma) |

|            |           |                           |
| Malagò 15’ | Marcatori | 71’ Meneses 77’ Bertaglio |

| Arbitro: | Bernardini (Ciampino) |

|                             |           |                |
| Barranco 34’ Esposito 90+3’ | Marcatori | 36’ Bardelloni |

| Arbitro: | Tropiano (Bari) |

|            |           |  |
| Staffa 18’ | Marcatori |  |

| Caravaggio 21 gennaio 2024, ore 14.30 CET 23ª giornata | Caravaggio      | 0 – 0 referto | Legnano | Stadio Comunale\| Arbitro: \| Sacca (Messina) \| |
| Arbitro:                                               | Sacca (Messina) |               |         |                                                  |

| Arbitro: | Jusufoski (Mestre) |

|  |           |           |
|  | Marcatori | 35’ Arras |

| Arbitro: | Iacopetti (Pistoia) |

|              |           |  |
| Semprini 49’ | Marcatori |  |

| Arbitro: | Papagno (Roma) |

|  |           |                           |
|  | Marcatori | 66’ Cerri 90+3’ Stringara |

| Pero 18 febbraio 2024, ore 14.30 CET 27ª giornata | Club Milano          | 0 – 0 referto | Legnano | Centro sportivo Gianni Brera\| Arbitro: \| Hamza Riahi (Lovere) \| |
| Arbitro:                                          | Hamza Riahi (Lovere) |               |         |                                                                    |

| Arbitro: | Ismail (Rovereto) |

|                                   |           |                         |
| Fasan 37’ Arma 59’ Filiciotto 73’ | Marcatori | 18’ Staffa 31’ Vuskovic |

| Arbitro: | Selva (Alghero) |

|                |           |                    |
| Bardelloni 57’ | Marcatori | 38’, 65’ Brighenti |

| Arbitro: | Calzolari (Albenga) |

|                      |           |            |
| Recino 64’ Russo 87’ | Marcatori | 8’ Michael |

| Arbitro: | Franzò (Siracusa) |

|            |           |  |
| Staffa 10’ | Marcatori |  |

| Castellanza 24 marzo 2024, ore 14.30 CET 32ª giornata | Castellanzese   | 0 – 0 referto | Legnano | Stadio Giovanni Provasi\| Arbitro: \| Vailati (Crema) \| |
| Arbitro:                                              | Vailati (Crema) |               |         |                                                          |

| Arbitro: | De Stefanis (Udine) |

|            |           |  |
| Staffa 14’ | Marcatori |  |

| Grumello del Monte 7 aprile 2024, ore 15.00 CEST 34ª giornata | Real Calepina    | 0 – 0 referto | Legnano | Stadio Luciano Libico\| Arbitro: \| Lascaro (Matera) \| |
| Arbitro:                                                      | Lascaro (Matera) |               |         |                                                         |

| Arbitro: | Tropiano (Bari) |

|           |           |            |
| Malagò 3’ | Marcatori | 78’ Ciuffo |

| Arbitro: | Carrisi (Padova) |

|             |           |            |
| Martini 50’ | Marcatori | 24’ Staffa |

| Arbitro: | Papagno (Roma) |

|                                  |           |            |
| Todaj 57’, 63’ Staffa 83’ (rig.) | Marcatori | 61’ Isella |

| Arbitro: | Niccolai (Pistoia) |

|           |           |                                              |
| Nessi 57’ | Marcatori | 49’ (rig.) Bardelloni 51’ Serafini 62’ Todaj |

#### Play-out
| Arbitro: | Dini (Città di Castello) |

|  |           |                                               |
|  | Marcatori | 8’ (rig.), 11’, 74’ Chessa 21’, 79’ Boccadamo |

### Coppa Italia Serie D

#### Primo turno
| Arbitro: | Sacco (Novara) |

|                                                                       |                      |                                                                            |
| Pastore 66’                                                           | Marcatori            | 90+5’ Lomolino                                                             |
| Compagnoni Mandelli Boccadamo Duchini Pastore Sassaro Ayokoue Cerlesi | Tiri di rigore 8 – 7 | Marchetti Staffa Perkovic Lomolino Rossi Ferlicca Severgnini Nunes De Melo |

## Statistiche
Statistiche aggiornate al 12 maggio 2024

### Statistiche di squadra
| Competizione         | Punti | In casa | In casa | In casa | In casa | In casa | In casa | In trasferta | In trasferta | In trasferta | In trasferta | In trasferta | In trasferta | Totale | Totale | Totale | Totale | Totale | Totale | DR  |
| Competizione         | Punti | G       | V       | N       | P       | Gf      | Gs      | G            | V            | N            | P            | Gf           | Gs           | G      | V      | N      | P      | Gf     | Gs     | DR  |
| -------------------- | ----- | ------- | ------- | ------- | ------- | ------- | ------- | ------------ | ------------ | ------------ | ------------ | ------------ | ------------ | ------ | ------ | ------ | ------ | ------ | ------ | --- |
| Serie D              | 42    | 19      | 8       | 1       | 10      | 19      | 27      | 19           | 3            | 8            | 8            | 15           | 23           | 38     | 11     | 9      | 18     | 34     | 50     | -16 |
| Coppa Italia Serie D | -     | 0       | 0       | 0       | 0       | 0       | 0       | 1            | 0            | 1            | 0            | 1            | 1            | 1      | 0      | 1      | 0      | 1      | 1      | 0   |
| Totale               | -     | 19      | 8       | 1       | 10      | 19      | 27      | 20           | 3            | 9            | 8            | 16           | 24           | 39     | 11     | 10     | 18     | 35     | 51     | -16 |

### Andamento in campionato
| Giornata  | 1 | 2 | 3 | 4 | 5 | 6  | 7  | 8  | 9  | 10 | 11 | 12 | 13 | 14 | 15 | 16 | 17 | 18 | 19 | 20 | 21 | 22 | 23 | 24 | 25 | 26 | 27 | 28 | 29 | 30 | 31 | 32 | 33 | 34 | 35 | 36 | 37 | 38 |
| --------- | - | - | - | - | - | -- | -- | -- | -- | -- | -- | -- | -- | -- | -- | -- | -- | -- | -- | -- | -- | -- | -- | -- | -- | -- | -- | -- | -- | -- | -- | -- | -- | -- | -- | -- | -- | -- |
| Luogo     | T | C | T | C | T | C  | T  | C  | C  | T  | C  | T  | C  | T  | C  | T  | C  | T  | C  | C  | T  | C  | T  | C  | T  | C  | T  | T  | C  | T  | C  | T  | C  | T  | C  | T  | C  | T  |
| Risultato | V | V | N | P | N | P  | P  | P  | P  | P  | V  | V  | V  | P  | P  | P  | P  | N  | V  | P  | P  | V  | N  | P  | P  | P  | N  | P  | P  | P  | V  | N  | V  | N  | N  | N  | V  | V  |
| Posizione | 8 | 4 | 2 | 8 | 7 | 11 | 13 | 14 | 17 | 20 | 16 | 13 | 12 | 14 | 16 | 17 | 17 | 17 | 16 | 17 | 17 | 16 | 16 | 17 | 18 | 18 | 16 | 18 | 18 | 17 | 17 | 17 | 17 | 17 | 17 | 17 | 16 | 16 |

Fonte:  A.C. Legnano - Statistiche, su tuttocampo.it.
Legenda:

Luogo: C = Casa; T = Trasferta. Risultato: V = Vittoria; N = Pareggio; P = Sconfitta.

### Statistiche dei giocatori
Sono in corsivo i calciatori che hanno lasciato la società a stagione in corso.
| Giocatore           | Serie D  | Serie D | Serie D     | Serie D    | Coppa Italia Serie D | Coppa Italia Serie D | Coppa Italia Serie D | Coppa Italia Serie D | Totale   | Totale | Totale      | Totale     |
| Giocatore           | Presenze | Reti    | Ammonizioni | Espulsioni | Presenze             | Reti                 | Ammonizioni          | Espulsioni           | Presenze | Reti   | Ammonizioni | Espulsioni |
| ------------------- | -------- | ------- | ----------- | ---------- | -------------------- | -------------------- | -------------------- | -------------------- | -------- | ------ | ----------- | ---------- |
| L. Ambanelli        | 1        | 0       | 0           | 0          | 0                    | 0                    | 0                    | 0                    | 1        | 0      | 0           | 0          |
| I. Annan            | 16+1     | 0       | 4           | 0          | 0                    | 0                    | 0                    | 0                    | 17       | 0      | 4           | 0          |
| T. Bagatini Marotti | 22+1     | 0       | 7           | 1+1        | 0                    | 0                    | 0                    | 0                    | 23       | 0      | 7           | 2          |
| E. Bardelloni       | 17+1     | 3       | 2+1         | 0          | 0                    | 0                    | 0                    | 0                    | 18       | 3      | 3           | 0          |
| A. Becchi           | 23+1     | 1       | 6+1         | 0          | 1                    | 0                    | 0                    | 0                    | 25       | 1      | 7           | 0          |
| A. Belloisi         | 2        | 0       | 0           | 0          | 0                    | 0                    | 0                    | 0                    | 2        | 0      | 0           | 0          |
| M. Bianchi          | 14       | 0       | 1           | 0          | 0                    | 0                    | 0                    | 0                    | 14       | 0      | 1           | 0          |
| M.J. Bingo          | 9        | 0       | 1           | 0          | 0                    | 0                    | 0                    | 0                    | 9        | 0      | 1           | 0          |
| M. Crocamo          | 0        | 0       | 0           | 0          | 0                    | 0                    | 0                    | 0                    | 0        | 0      | 0           | 0          |
| C. D'Avanzo         | 7        | 0       | 0           | 0          | 1                    | 0                    | 0                    | 0                    | 8        | 0      | 0           | 0          |
| L. De Maso          | 2        | 0       | 0           | 0          | 0                    | 0                    | 0                    | 0                    | 2        | 0      | 0           | 0          |
| A. Donnarumma       | 0        | 0       | 0           | 0          | 0                    | 0                    | 0                    | 0                    | 0        | 0      | 0           | 0          |
| A. Di Emma          | 3        | 0       | 1           | 1          | 0                    | 0                    | 0                    | 0                    | 3        | 0      | 1           | 1          |
| F. Esposito         | 37+1     | 2       | 2+1         | 0          | 1                    | 0                    | 0                    | 0                    | 39       | 2      | 3           | 0          |
| S. Essalhi          | 1        | 0       | 0           | 0          | 0                    | 0                    | 0                    | 0                    | 1        | 0      | 0           | 0          |
| H. Ferchichi        | 5        | 0       | 1           | 0          | 0                    | 0                    | 0                    | 0                    | 5        | 0      | 1           | 0          |
| M. Ferlicca         | 1        | 0       | 0           | 0          | 1                    | 0                    | 0                    | 0                    | 2        | 0      | 0           | 0          |
| A. Ferulli          | 0        | 0       | 0           | 0          | 0                    | 0                    | 0                    | 0                    | 0        | 0      | 0           | 0          |
| L. Franco           | 10       | 0       | 2           | 0          | 0                    | 0                    | 0                    | 0                    | 10       | 0      | 2           | 0          |
| K. Laukzemis        | 1        | 0       | 0           | 0          | 0                    | 0                    | 0                    | 0                    | 1        | 0      | 0           | 0          |
| M.V. Lomolino       | 21       | 0       | 2           | 0          | 1                    | 1                    | 1                    | 0                    | 22       | 1      | 3           | 0          |
| M. Malagò           | 28+1     | 4       | 3           | 0          | 1                    | 0                    | 0                    | 0                    | 30       | 4      | 3           | 0          |
| F. Marchetti        | 28+1     | 0       | 9+1         | 0          | 1                    | 0                    | 1                    | 0                    | 30       | 0      | 11          | 0          |
| G. Mazzi            | 20+1     | 0       | 1           | 0          | 0                    | 0                    | 0                    | 0                    | 21       | 0      | 1           | 0          |
| M. Mezzanzanica     | 0+1      | 0       | 0           | 0          | 0                    | 0                    | 0                    | 0                    | 1        | 0      | 0           | 0          |
| C. Michael          | 13       | 1       | 0           | 0          | 0                    | 0                    | 0                    | 0                    | 13       | 1      | 0           | 0          |
| N. Mladenovic       | 8        | 1       | 0           | 1          | 0                    | 0                    | 0                    | 0                    | 8        | 1      | 0           | 1          |
| R. Nunes De Melo    | 24       | 2       | 4           | 0          | 1                    | 0                    | 0                    | 0                    | 25       | 2      | 4           | 0          |
| E. Ozawje           | 4        | 0       | 0           | 0          | 0                    | 0                    | 0                    | 0                    | 4        | 0      | 0           | 0          |
| R. Paolacci         | 0        | 0       | 0           | 0          | 0                    | 0                    | 0                    | 0                    | 0        | 0      | 0           | 0          |
| E. Papaj            | 0        | 0       | 0           | 0          | 0                    | 0                    | 0                    | 0                    | 0        | 0      | 0           | 0          |
| I. Perkovic         | 15       | 1       | 2           | 0          | 1                    | 0                    | 0                    | 0                    | 16       | 1      | 2           | 0          |
| G. Petrucci         | 15+1     | 0       | 3           | 0          | 0                    | 0                    | 0                    | 0                    | 16       | 0      | 3           | 0          |
| A. Picchi           | 8+1      | 0       | 4           | 0          | 0                    | 0                    | 0                    | 0                    | 9        | 0      | 4           | 0          |
| B. Pietroluongo     | 9        | 0       | 1           | 0          | 1                    | 0                    | 0                    | 0                    | 10       | 0      | 1           | 0          |
| N. Portelli         | 0        | 0       | 0           | 0          | 1                    | 0                    | 0                    | 0                    | 1        | 0      | 0           | 0          |
| G. Ravarelli        | 9        | 0       | 0           | 0          | 0                    | 0                    | 0                    | 0                    | 9        | 0      | 0           | 0          |
| D. Rossi            | 29       | 2       | 0           | 0          | 1                    | 0                    | 0                    | 0                    | 30       | 2      | 0           | 0          |
| S. Ruggeri          | 6        | 0       | 1           | 0          | 0                    | 0                    | 0                    | 0                    | 6        | 0      | 1           | 0          |
| S. Sangare          | 31       | 3       | 2           | 0          | 1                    | 0                    | 0                    | 0                    | 32       | 3      | 2           | 0          |
| M. Sclafani         | 0        | 0       | 0           | 0          | 0                    | 0                    | 0                    | 0                    | 0        | 0      | 0           | 0          |
| D. Serafini         | 27+1     | 1       | 4           | 0          | 1                    | 0                    | 1                    | 0                    | 29       | 1      | 5           | 0          |
| N. Severgnini       | 17       | 0       | 3           | 0          | 1                    | 0                    | 0                    | 0                    | 18       | 0      | 3           | 0          |
| M. Silvestre        | 14       | 0       | 2           | 0          | 0                    | 0                    | 0                    | 0                    | 14       | 0      | 2           | 0          |
| G. Staffa           | 33+1     | 8       | 5           | 0          | 1                    | 0                    | 0                    | 0                    | 35       | 8      | 5           | 0          |
| D. Talarico         | 12+1     | 0       | 1           | 0          | 0                    | 0                    | 0                    | 0                    | 13       | 0      | 1           | 0          |
| G. Tchetchoua       | 9+1      | 0       | 0           | 0          | 0                    | 0                    | 0                    | 0                    | 10       | 0      | 0           | 0          |
| L. Territo          | 1        | 0       | 0           | 0          | 0                    | 0                    | 0                    | 0                    | 1        | 0      | 0           | 0          |
| M. Therqaj          | 1        | 0       | 0           | 0          | 0                    | 0                    | 0                    | 0                    | 1        | 0      | 0           | 0          |
| V. Todaj            | 9+1      | 3       | 1           | 0          | 0                    | 0                    | 0                    | 0                    | 10       | 3      | 1           | 0          |

## Giovanili

### Organigramma
Aggiornato al 12 maggio 2024
Area amministrativa
- Responsabile settore giovanile: Alfonso Costantino
- Vice responsabili settore giovanile: Elisabetta Speranza e Alberto Frattini
- Segretari settore giovanile: Ermes Ferretti e Alex Minini
- Direttore sportivo settore giovanile: Orfeo Zanforlin

Staff tecnico
- Allenatore Juniores: Walter Burbello

- Allenatore Allievi: Fabio Tibaldo
- Allenatore Giovanissimi: Carmine Molina

### Piazzamenti
Aggiornato al 12 maggio 2024
- Juniores: 9º classificato nel girone A del Comitato provinciale di Legnano
- Allievi: 1º classificato nel girone A del Comitato provinciale di Legnano
- Giovanissimi: 3º classificato nel girone A del Comitato provinciale di Legnano

### Esplicative
1. 1 2  Compresi i play-out.
2. 1 2  Giocata su campo neutro per l'indisponibilità dello stadio Giovanni Mari di Legnano, che è causata da lavori di rizollatura del manto erboso del campo di gioco.
3. 1 2 3  Giocata su campo neutro per l'indisponibilità dello stadio Giovanni Mari di Legnano, che in preparazione del Palio di Legnano, il quale si disputa il 26 maggio, è utilizzato per le corse d'addestramento dei fantini e dei cavalli che parteciperanno alla corsa ippica della citata manifestazione legnanese.
4. ↑  In questo girone si disputa un solo play-out in quanto il distacco fra terzultima e sestultima è stato pari o superiore a 8 punti. Legnano si è classificato in una posizione superiore a quella della Castellanzese, quindi il Legnano disputa il play-out in posizione di vantaggio: giocare in casa ed avere due risultati disponibili su tre. Cfr.  Serie D Girone B, il Legnano espugna con un tris il campo della Virtus CiseranoBergamo. Lilla ai playout contro la Castellanzese. URL consultato il 6 maggio 2024.
5. 1 2 3 4 5 6 7 8 9 10 11 12 13 14 15 16  Più una presenza nei play-out.
6. ↑  Più un'espulsione nei play-out.
7. 1 2 3 4  Più un'ammonizione nei play-out.

### Bibliografiche
1. ↑   Il Legnano calcio cambia proprietà da Montanari a Benedetto, ex presidente dell'Alessandria, su legnanonews.com. URL consultato il 30 marzo 2024.
2. ↑   Legnano, contro il Caravaggio la peggior sconfitta della sua storia, su sportlegnano.it. URL consultato il 2 ottobre 2023.
3. ↑   Serie D Girone B, il Legnano espugna con un tris il campo della Virtus CiseranoBergamo. Lilla ai playout contro la Castellanzese. URL consultato il 6 maggio 2024.
4. ↑   Legnano, l'incubo è realtà: i lilla crollano con la Castellanzese (0-5) e retrocedono in Eccellenza, su legnanonews.com. URL consultato il 12 maggio 2024.
5. ↑   Main sponsor, su aclegnano.it. URL consultato il 6 settembre 2023.
6. ↑   Legnano - Società, su aclegnano.it. URL consultato il 6 settembre 2023.
7. ↑   Legnano - Nuovo organigramma, su aclegnano.it. URL consultato il 10 ottobre 2023.
8. ↑   Rosa 2023-2024, su tuttocampo.it. URL consultato il 19 febbraio 2024.
9. ↑   È un Legnano calcio internazionale quello del presidente Montanari, su legnanonews.com. URL consultato il 6 settembre 2023.
10. ↑   Calciomercato - Legnano 2023-2024, su tuttocampo.it. URL consultato il 19 febbraio 2024.
11. ↑   Classifica Serie D - Girone B - Dettagliata, su tuttocampo.it. URL consultato il 12 maggio 2024.
12. ↑   A.C. Legnano - Rosa, su tuttocampo.it. URL consultato il 12 maggio 2024.
13. ↑   Organigramma Settore Giovanile, su academy.aclegnano.it. URL consultato il 12 maggio 2024.
14. ↑   Academy Legnano Calcio, su tuttocampo.it. URL consultato il 12 maggio 2024.
15. ↑   Classifica Settore Giovanile, su academy.aclegnano.it. URL consultato il 12 maggio 2024.